# Pianeta hycean
Un pianeta iceano, - in originale inglese hycean - dalle parole hydrogen (idrogeno) e ocean (oceano), è un ipotetico tipo di pianeta abitabile con un oceano globale e un'atmosfera ricca di idrogeno che sarebbe in grado di ospitare la vita.
La loro esistenza è stata suggerita nell'agosto del 2021 da Nikku Madhusudhan, Anjali Piette e Savvas Constantinou dell'Istituto di Astronomia dell'Università di Cambridge.

## Descrizione
La scoperta di pianeti extrasolari con dimensioni intermedie tra quelle della Terra e quelle di Nettuno ha condotto all'identificazione di due categorie di pianeti, le super Terre (rocciose) e i mininettuno (gassosi). Per comprendere se un pianeta extrasolare appartiene all'una o all'altra categoria è necessario stimarne la densità, ovvero misurarne massa e raggio. Inoltre, nel sistema solare non ci sono super Terre e i giganti gassosi orbitano oltre il limite della neve. Non abbiamo quindi informazioni dirette su come possa apparire un pianeta gassoso, e nello specifico un mininettuno, che orbiti nella zona abitabile del sistema.
Nikku Madhusudhan, Anjali Piette e Savvas Constantinou dell'Istituto di Astronomia dell'Università di Cambridge suggeriscono che alcuni di questi potrebbero avere una struttura interna differenziata, con un nucleo di ferro, un mantello di silicati, ricoperto da un profondo oceano d'acqua, sovrastato da un'atmosfera composta principalmente da idrogeno. Per questa tipologia di pianeti, hanno proposto la denominazione di "pianeta hycean".
Introducendo questa definizione, gli autori hanno voluto estendere le ricerche sull'abitabilità planetaria alla categoria dei mininettuno.
Tra i mininettuno, potrebbero appartenere alla categoria dei pianeti hycean gli esopianeti con un raggio fino a 2,6 r⊕ e massa di 10 M⊕, oppure 2,3 r⊕ e massa di 5 M⊕. Si tratterebbe di pianeti abitabili dalle dimensioni nettamente più grandi rispetto a quelle comunemente considerate sia per le super terre, sia per i pianeti oceanici. Inoltre, la spessa atmosfera di idrogeno molecolare garantirebbe il mantenimento di condizioni adatte alla vita nell'oceano per una serie di condizioni piuttosto varie, comportando che la zona abitabile del sistema per un pianeta hycean sarebbe più estesa di quella per un pianeta terrestre.

## Candidati
Tra i possibili candidati ad appartenere a questa categoria, i ricercatori hanno indicato K2-18 b.